# Marcos Yaroide
Marcos Yaroide Mejía Rambalde (Santo Domingo, 7 de octubre de 1975) más conocido como Marcos Yaroide, es un cantante y compositor de música cristiana de la República Dominicana y exmiembro del grupo de música cristiana Tercer Cielo.
Ha sido nominado en cuatro ocasiones a los Premios Soberano (anteriormente, Premios Casandra), donde fue reconocido en 2012, 2016, y 2018 como artista de "Música Cristiana Contemporánea".

## Carrera
En el año 2000, Marcos Yaroide y Juan Carlos Rodríguez formaron el dúo musical Tercer Cielo y grabaron canciones importantes de la música cristiana como «El rapto», «Ella y él», «Cuando el primer amor se va», «Dios no te olvida», «Algún día», «Ahora tengo más», «Hoy te permito odiar», entre otros. Luego de tres álbumes como miembro de Tercer Cielo, donde recibió múltiples nominaciones a varios premios musicales y participó en giras con entradas agotadas en gran parte de Latinoamérica, Marcos Yaroide decidió seguir una carrera en solitario.
Yaroide debutó en solitario en 2006 con el disco Cielos Abiertos, en el que aparece el sencillo «Todo se lo debo a Él». El sencillo tuvo un éxito moderado en la comunidad latina en los Estados Unidos y en partes de Centro y Sudamérica. Su segundo álbum”Mi Mejor Alabanza” fue lanzado en noviembre de 2008 con la distribución de Machete Music, una subsidiaria de Universal Music Latino, y los sencillos «Mi mejor alabanza», «Estoy de pie», entre otros. De este álbum, la versión junto a Divino del tema «Todo se lo debo a Él», logró entrar en la lista Latin Pop Songs de Billboard.
En 2010, Yaroide lanzó su tercer álbum titulado Del Cielo a la Tierra, con los sencillos «Mi trabajo es creer», «Que se abran los cielos» y «Como nunca imaginé». Dos años después, en 2012, Yaroide lanzó el disco Todavía Hay Esperanza con dos singles de gran éxito en la radio: «Bendice tu pueblo» y «Por una como ella», canción que fue remezclada en merengue con la participación de Grupo Manía en 2013.
En 2014 celebró 15 años de carrera musical con el disco 15 Años Después Live, donde interpretó algunos éxitos y temas inéditos, ⁣ y posteriormente, en 2017, «La Vida Es», su último material discográfico.
En 2020, realizó un concierto para transmisión a través de redes sociales, que contó con la participación de Tito El Bambino, Robert Green del grupo Barak y Ema. En ese tiempo también, formó parte del elenco de Alofoke Radio, donde participaba ocasionalmente en entrevistas y debates bíblicos. Marcos Yaroide fue elegido por el Ministerio de Defensa de su país para llevar un mensaje de aliento y esperanza a la población en pleno tiempo de confinamiento por la pandemia de COVID-19, esto reflejado en la canción «Cuando te vuelva a ver».
En 2022, publicó un álbum titulado Tributo, donde interpretaba canciones clásicas de música cristiana contemporánea con nuevos arreglos musicales.

## Discografía
- Cielos Abiertos – 2006
- Mi Mejor Alabanza – 2009
- Del Cielo a la Tierra – 2010
- Todavía Hay Esperanza – 2012
- 15 Años Después Live – 2014
- La Vida Es – 2017
- Tributo - 2022
- Marcos Yaroide 25 (La Trayectoria) - 2024

## Colaboraciones
Marcos Yaroide ha trabajado junto a varios artistas internacionales como Divino, Cultura Profética, RKM & Ken-Y, Alex Zurdo, Redimi2, Isabelle Valdez, Abraham Velázquez, Zion & Lennox, entre otros.